# Canal de Narmada
Le canal de Narmada est un canal d'environ 460 km situé dans le nord-ouest de l'Inde. Il est baptisé d'après le Narmada, fleuve majeur de l'Inde centrale, endigué sur son cours inférieur par le barrage de Sardar Sarovar, où commence le canal. Celui-ci s'écoule ensuite à travers les États du Gujarat et du Rajasthan. Il a été inauguré le 24 avril 2008. Sa fonction première est d'acheminer de l'eau pour l'irrigation de ces régions arides, bénéficiant surtout au Goudjerate à long terme, où des canaux secondaires émaillent une large partie du territoire, y compris au Kutch et dans le Kâthiâwar. Au Rajasthan, le canal de Narmada alimente modestement les districts de Jalore et de Barmer, situés dans l'extrême sud-ouest de l'État. L'utilisation des eaux du canal est depuis quelques années déviée par le secteur industriel, ainsi que par une consommation privilégiée dans le Gujarat central, questionnant sur les objectifs de l'infrastructure.
Un projet est en cours d'études pour le couvrir de panneaux solaires, afin de diminuer son évaporation, et de ne pas avoir à réquisitionner des terres pour installer ces structures.